# Rudi Šeligo
Rudi Šeligo, slovenski pisatelj, dramatik, esejist, visokošolski učitelj statistike in politik, * 14. maj 1935, Sušak pri Reki, † 22. januar 2004, Ljubljana.

## Življenjepis
Njegov oče, Rudolf st., ki je bil štajerskega rodu, je v času Šeligovega rojstva kot uradnik služboval na Sušaku pri Reki na današnjem Hrvaškem, mati Marjana (rojena Krsnik), po poklicu kuharica, pa je bila iz Hrvaškega Zagorja.
Leta 1939 se je družina preselila na Jesenice, kjer je bil oče v železarni knjigovodja. Šeligo je tam končal osnovno šolo in med letoma 1945 in 1951 nižjo gimnazijo. 1951/1952 je delal kot nekvalificiran delavec v martinarni Železarne Jesenice,  1951 pa nadaljeval šolanje na učiteljišču v Tolminu, kjer je 1954 maturiral. Nato je študiral in leta 1960 diplomiral na ljubljanski Filozofski fakulteti iz filozofije in psihologije ter prav tam 1987 opravil magisterij iz estetike. 
Med študijem je igral pozavno v študentskem plesnem orkestru; ker je bil študent filozofije, se ga je v "bendu" oprijel vzdevek Sokrat, med dekleti pa skrajšano Soki. (Dane Zajc: In memoriam Rudija Šeliga)
Leta 1958 je bil v NUK-u priča aretaciji Jožeta Pučnika, ki mu je pol leta prej prepustil svojo podstrešno sobo v Mostah. 
1961 je preživel v jugoslovanski vojski v Srbiji (v nekdanjem kazenskem bataljonu v Kučevu). Po tem je delal kot industrijski sociolog; leta 1962 se je zaposlil na Zavodu za proučevanje organizacije dela in izobraževanje kadrov v Kranju. Tam je do leta 1993 - ko je ob in po osamosvojitvi Slovenije politika zahtevala vse več njegovega časa - predaval statistiko na Visoki šoli za organizacijo dela (zdaj FOV) v Kranju. Za ta predmet je tudi napisal učbenika  Statistika (več izdaj od l. 1969 do 1986, ena tudi v hrvaščini) ter Statistika in verjetnost (več izdaj od 1992 do 1999, za področje verjetnosti razširil in dopolnil France Šifrer) ter objavljal strokovne članke v zvezi z uporabo statistike pri načrtovanju, preučevanju, spremljanju in nadzoru dela ter kakovosti izdelkov, ter psihologijo, sociologijo in organizacijo dela, ter tudi sodeloval v urejanju strokovnih publikacij s področja organizacije dela. 
Šeligo je bil med letoma 1957 in 1958 sourednik Revije 57, med letoma 1962 in 1964 revije Perspektive, od 1970–1971 glavni urednik revije Problemi in 1975–1978 knjižne zbirke Znamenja. Od ustanovitve je sodeloval pri Novi reviji. Kot predsednik Društva slovenskih pisateljev (od 1987 do 1991) je opravil pomembno delo pri slovenski demokratizaciji in osamosvajanju, kar je opisal v knjigi Prehajanja.
Šeligo je bil med ustanovitelji Slovenske demokratične zveze in 1990 izvoljen za njenega poslanca v skupščino Socialistične republike Slovenije. Med letoma 1990 in 1992 je vodil parlamentarni odbor za kulturo. V obdobju od 1990 do 1994 je bil tudi predsednik Sveta RTV Slovenija ter med leti 1993 in 2003 predsednik Borštnikovega srečanja. Kratek čas je bil minister za kulturo Republike Slovenije (7. junij – 30. november 2000). 
Leta 2001 je bil izvoljen za izrednega člana Slovenske akademije znanosti in umetnosti (SAZU).
Umrl je na isti dan kot pesnik Janez Menart. Od tega leta (2004) se po njem imenuje Šeligova nagrada za najboljšo uprizoritev na festivalu Teden slovenske drame po izboru strokovne žirije, 2016 pa je njegov sin Aleš Šeligo ustanovil fundacijo Rudi Šeligo.
Kot literat je bil predstavnik skrajnega modernizma in reizma.

## Dela

### Prozna dela
- Stolp (roman) (1966)
- Kamen (zbirka novel) (1968)
- Triptih Agate Schwarzkobler (daljša pripoved) (1968; 1982, 1994)
- Ali naj te z listjem posujem (povest) (1971)
- Poganstvo (zbirka) (1973)
- Rahel stik (roman) (1975)
- Molčanja (knjiga zgodb) (1986)
- Identifikacija in katarza (esejistika) (1989)
- Prehajanja – izjave, protesti in nagovori (1991, 2021)
- Zunaj sije februar (izbor novel) (1995)
- Demoni slavja (roman) (1997)
- Uslišani spomin (novele) (1997)
- Izgubljeni sveženj (roman) (2002)
- Lahkotne menipeje (izšlo posmrtno, 2005)
- Ohranjeni spomin (izbrane novele) (2024)

### Drame
- Kdor skak, tisti hlap (1972, izdaja 1973)
- Čarovnica iz zgornje Davče (1977)
- Lepa Vida (1979)
- Svatba (1981)
- Ana / Svetloba in seme (1984)
- Slovenska savna (1987)
- Volčji čas ljubezni (1988)
- Razveza ali Sveta sarmatska kri (1995)
- Kamenje bi zagorelo (2000)

## Nagrade in priznanja
- nagrada Prešernovega sklada (1970)
- Grumova nagrada za dramatiko (dvakrat: 1981 in 1984)
- Prešernova nagrada (za dramska in prozna dela) (1989)
- kresnik (2003, za roman Izgubljeni sveženj)
- častni meščan Kranja (2004, posthumno)